# Kóstas Kaïmakóglou
Konstantínos « Kóstas » Kaïmakóglou (en grec : Κωνσταντίνος «Κώστας» Καϊμακόγλου), né le 15 mars 1983 à Korydallos, en Grèce, est un joueur grec de basket-ball, évoluant au poste d'ailier fort.

## Carrière
Il annonce sa retraite sportive en septembre 2021.

### Palmarès
- 3e du championnat d'Europe 2009